# Himatolabus umbosis
Himatolabus umbosis is een keversoort uit de familie bladrolkevers (Attelabidae). De wetenschappelijke naam van de soort werd in 1992 gepubliceerd door Hamilton.